# Karcinogeny v potravinách
Karcinogen je jakákoli látka nebo složka, která má tendenci vyvolat vznik a rozvoj nádoru. Na procesu vzniku nádoru se kromě chemických látek podílejí i určité formy záření a viry. Vznik a rozvoj nádorového onemocnění způsobuje nádorová transformace – vícestupňový proces, který vyžaduje změny v genetickém materiály. Změny v genetickém materiály mohou být buď zděděné nebo vznikají "de novo" jako důsledek expozice karcinogenu v pracovním nebo životním prostředí.

## Rizikové faktory vzniku karcinogenů
1. Životní styl – způsob stravování, kouření …,
2. Faktory prostředí – ionizující záření, ultrafialové záření, radon, výfukové plyny, infekční onemocnění …,
3. Faktory v pracovním prostředí – expozice PAH (polycyklické aromatické uhlovodíky), chromu, azbestu, styrenu, cytostatika, uhelnému prachu …[1]

## Klasifikace karcinogenů
Karcinogeny se však v účinnosti odlišují. Některé mohou mít negativní účinek již při nízkých dávkách a po krátkém vystavení, jiné mohou vznikat naopak při vysokých dávkách a dlouhé expoziční době. Mezinárodní agentury uvádějí seznam potvrzených karcinogenů a mutagenů, který se průběžně aktualizuje. Nejznámější je Mezinárodní agentura pro výzkum rakoviny (International Agency for Research on Cancer – IARC), která je i součástí Světové zdravotnické organizace (WHO). IARC třídí karcinogeny na tyto skupiny:
- Skupina 1 – potvrzený karcinogen pro lidi.
- Skupina 2A – pravděpodobně karcinogenní pro lidi s omezenými důkazy karcinogenity pro člověka a dostatečnými pro zvířata.
- Skupina 2B – pravděpodobně karcinogenní pro lidi s nedostačujícími důkazy karcinogenity pro člověka a dostatečnými pro zvířata.
- Skupina 3 – není klasifikována jako karcinogen pro lidi.
- Skupina 4 – pravděpodobně nekarcinogenních pro lidi.[1]

## Karcinogeny vznikající při výrobě, přípravě a skladování potravin
Nejdůležitější skupiny látek jsou: N – nitrosaminy, heterocyklické aromatické aminy, polycyklické aromatické uhlovodíky, mykotoxiny a zbytky pesticidů a látek, které kontaminují životní prostředí.

### N-nitrosaminy
Zatím nejznámější karcinogeny. Vznikají nitraci aminů. U zvířat mohou vyvolat různé tumory a je prokázáno, že jsou karcinogenní pro člověka. Nitrosaminy se skládají hlavně z nitritu a z další dusíkatou složky – sekundárního aminu (nitrifikační reakce). Vysoká koncentrace aminů je ve fermentovaných produktech – například v sýrech. Nitrit vzniká z nitrátu redukční reakcí většinou působením bakterií. Vysoký obsah nitrátů je v zelenině – červená řepa, špenát a Košťálová zelenině. Také v pitné vodě v případě, že se získává z povrchových vrstev půdy. V profylaxi tumorů mají významné postavení hlavně karotenoidy. Proto se doporučuje jejich zvýšený přívod. Karotenoidy obsahuje hlavně zelenina. Pozor však na zeleninu, která z půdy silně hromadí nitráty (špenát, ředkvička, zelený salát apod.) Tyto druhy zeleniny může příjem nitrátů průměrné doporučené hodnoty značně překročit. Je třeba zajistit přiměřené pěstitelské podmínky aby obsah nitrátů v půdě byl co nejnižší.

### Heterocyklické aromatické aminy-HAA
Po chemické struktuře se heterocyklické aromatické aminy skládají ze tří základních částí: aromatická sloučenina imidazol, aromatické sloučeniny chinoxalin nebo chinolin a primární aminoskupina (NH2). Vznikají z prekurzorů při teplotě 200 °C jako výsledně produkty Maillardova reakcí. Látkami, z nichž HAA vznikají – prekurzory- mohou byt redukující sacharidy nebo látky obsahující aminoskupiny. HAA se vyskytují v tepelně opracovaných potravinách, které obsahují bílkoviny jako je maso, ryby, grilované uzeniny, smažené vejce a hamburgery. Vysoký obsah HAA je i v smažené cibulce nebo v pražené kávě.
Ve vysoké dávce může v pokusech na zvířatech vyvolat genotoxické a karcinogenní účinky. U člověka při západních stravovacích podmínkách je denní příjem asi 3,5μg. Tato dávka je asi 10 000 krát nižší než dávka vyvolávající maligní tumory u pokusného zvířete.

### Polycyklické aromatické uhlovodíky-PAU
Po chemické struktuře mají polycyklické aromatické uhlovodíky dva a více jednoduchých nebo kondenzovaných aromatických kruhů s dvojicí atomů uhlíku, které jsou sdíleny mezi kruhy ve svých molekulách. Vykazují různé funkce, jako je tepelná odolnost, citlivost na teplo, vodivost, odolnost proti korozi a fyziologické působení. Jako pravděpodobné lidské karcinogeny EPA klasifikovala sedm PAU sloučenin: benz(a)anthracen, benzo(a)pyren, benzo(b)fluoranthen, benzo(k)fluoranthen, chrysen a dibenzo(ah)anthracen.
Dlouhodobé studie prokázaly u lidí vystavených směsím obsahujících PAU zvýšené riziko vzniku nádoru kůže a plic a také rakoviny močového měchýře a gastrointestinálního traktu.
Pro člověka jsou největším zdrojem PAU potraviny. Jejich výskyt je hlavně v grilovaných a uzených výrobcích, v sušeném ovoci a cereáliích a také v čerstvém ovoci a zelenině. Najít jejich v nepatrném množství můžeme iv nealkoholických nápojích, čaji, mléce a kávě. Vznikají při grilování spalováním odkapávajícího tuku na otevřeném ohni nebo na dřevěném uhlí. Vzniklé látky se usazují na povrchu grilované potraviny.

### Mykotoxiny
Mykotoxiny jsou výsledné produkty látkové přeměny toxikogénnych kmenů mikroskopických hub (plísní), které se vyznačují toxickými účinky pro člověka.
Hlavní praktický význam mají karcinogenní působící toxiny hlavně aflatoxiny, které vznikají z plísně Aspergillus flavus. Roste na potravinách rostlinného původu jako jsou arašídy, obilí a při skladování v teple a vlhku. Za jeden z nejúčinnějších karcinogenů pro člověka se považuje aflatoxin B1. V potravinách se mohou nacházet další karcinogenní mykotoxiny. Prostřednictvím kontaminovaného krmiva pro zvířata mohou projít do mléka.